# Jaona Monja
Pour les articles homonymes, voir Monja.
Dans le nom malgache Monja Jaona, le nom de famille précède le prénom, mais cet article utilise l’ordre habituel en français Jaona Monja, où le prénom précède le nom.

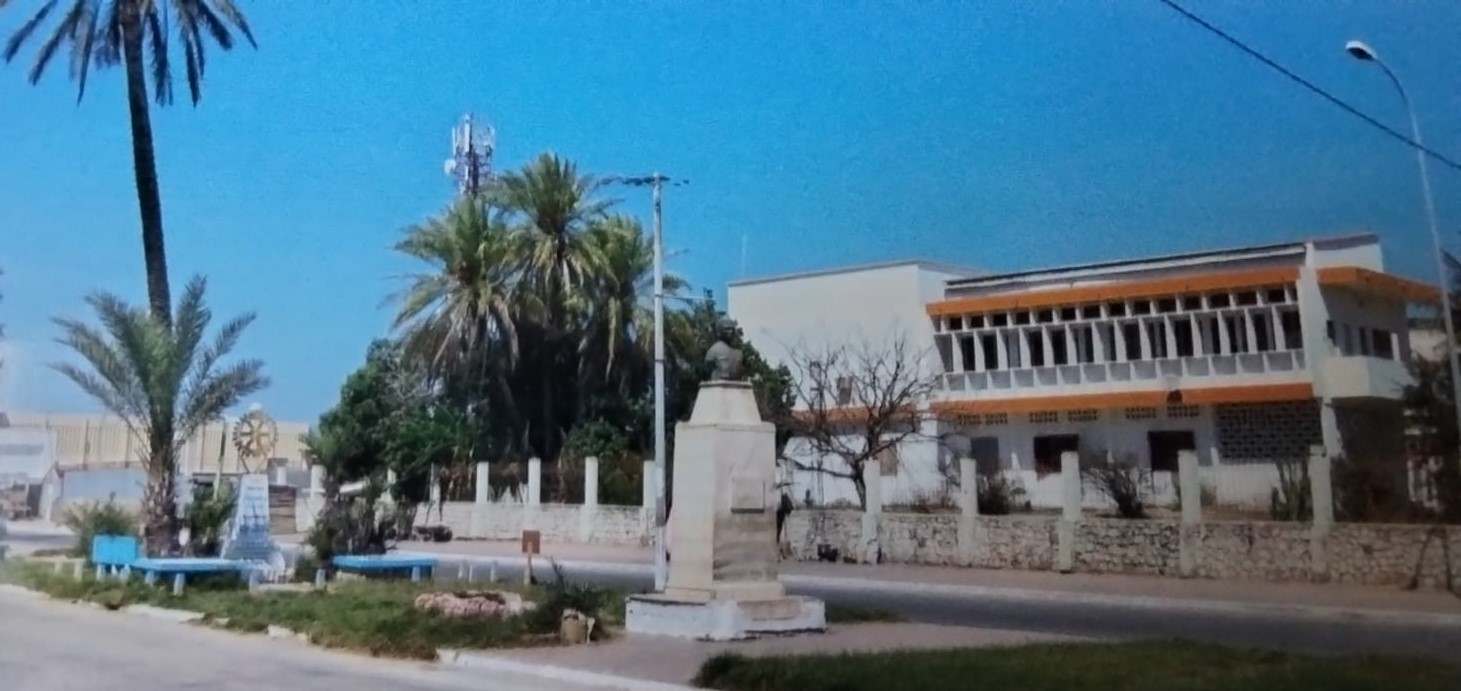
Monument de Monja Jaona à Toliara

Monja Jaona (né en septembre 1910 et mort le 3 septembre 1994) est un homme politique malgache, fondateur du Monima.

## Biographie
Parti pour les plantations du Nord en 1928, à la suite de la famine qui frappa le sud du pays en 1927-1928, il y côtoie Jean Ralaimongo, militant engagé dans la défense des droits de l’homme et pour l’accession des Malgaches à la citoyenneté française. Il apprend à lire et se fait baptiser auprès de la Mission protestante française, avant d’entreprendre la rédaction d’une ethnographie des Antandroy, son groupe ethnique d’origine. Après avoir envisagé de devenir pasteur, il s'engage finalement dans la lutte politique et rejoint la société secrète Jina, avec laquelle il contribue à préparer l'insurrection de 1947, ce qui lui vaut d’être emprisonné.
- en 1946, prisonnier politique sous le régime colonial, responsable de l'insurrection de 1947 ;
- en 1956, élu Conseiller Municipal de Toliara ;
- en 1958, création du parti « MONIMA » (Mouvement National pour l'Indépendance de Madagascar)[2]. Il milite pour la suppression de la capitation (impôt sur les indigènes), de l’impôt sur les bœufs et pour l'indépendance immédiate[1] ;
- en 1960, premier Maire de la ville de Toliara ;
- Il a mené le mouvement paysan de 1971 dans la Province de Toliara, à travers son parti politique, le « MONIMA » ;
- de 1971 à 1972, à la suite du mouvement paysan, il est de nouveau prisonnier politique ;
- Membre du Conseil Supérieur de la Révolution (CSR), durant la 2e République ;
- en 1982, candidat aux élections présidentielles, il est emprisonné pour avoir dénoncé les irrégularités des élections, à Ankilivondraky (province de Toliara) ;
- en 1983, élu Député de Madagascar à Antananarivo ;
- en 1992, engagé dans la lutte pour le fédéralisme à Madagascar